# レイ・キング (彫刻家)
レイ・キング（Ray King、1950年7月4日 - ）はアメリカ合衆国の彫刻家。